# Controle ótimo

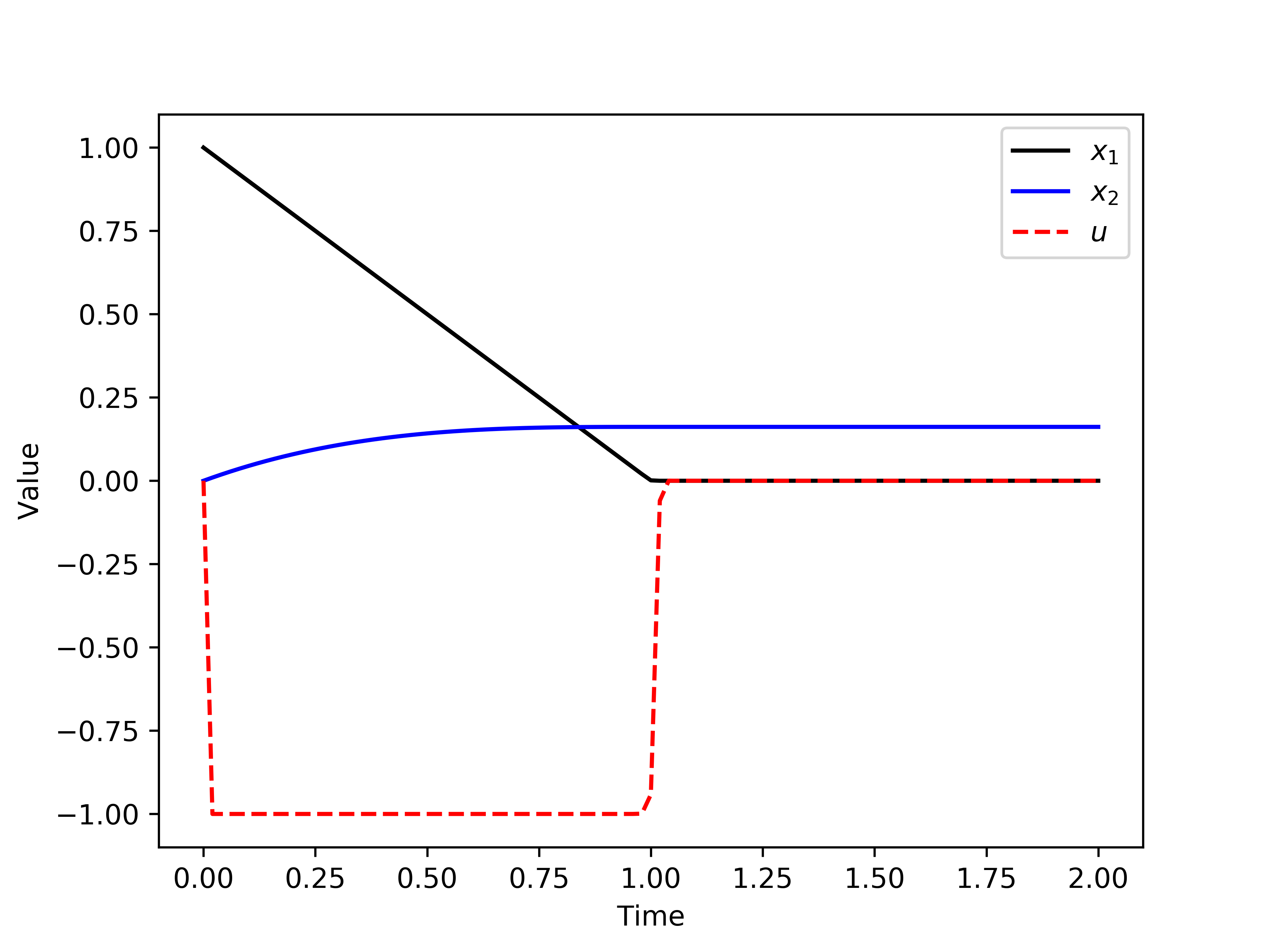
Referência de problema de controle ótimo (Luus) com objetivo integral, desigualdade e restrição diferencial

Teoria do controle ótimo é um ramo da teoria do controle que trata de encontrar um controle para um sistema dinâmico ao longo de um período de tempo de modo que uma função objetivo seja otimizada. Tem inúmeras aplicações em ciência, engenharia e pesquisa operacional. Por exemplo, o sistema dinâmico pode ser uma nave espacial com controles correspondentes aos propulsores de foguetes, e o objetivo pode ser chegar à Lua com o mínimo gasto de combustível. Ou o sistema dinâmico poderia ser a economia de uma nação, com o objetivo de minimizar o desemprego; os controles neste caso poderiam ser a política fiscal e monetária. Um sistema dinâmico também pode ser introduzido para incorporar problemas de pesquisa operacional dentro da estrutura da teoria de controle ótimo.
O controle ótimo é uma extensão do cálculo variacional e é um método de otimização matemática para derivar políticas de controle. O método deve-se em grande parte ao trabalho de Lev Pontryagin e Richard Bellman na década de 1950, após contribuições ao cálculo de variações por Edward J. McShane. O controle ótimo pode ser visto como uma estratégia de controle na teoria de controle.